# Atlantis
För andra betydelser, se Atlantis (olika betydelser).
| Atlantis |
| --- |
| Athanasius Kirchers karta över Atlantis i mitten av Atlanten. Från Mundus Subterraneus 1669, publicerad i Amsterdam. Kartan har söder i topp. - Betydelse – fiktiv ö beskriven av Platon - Bakgrund – Timaios och Kritias (båda ca 360 f.Kr.) - Enligt forskningen – idealstat som fungerar som exempel i Platons argumentation - Andra teorier – forntida öar och kulturer vid Medelhavet eller Atlanten, inklusive Thira, Kreta, Troja och Tarsis |

Atlantis (grekiska: Atlanti's) är en ö omtalad av Platon, vars existens inte kunnat bevisas. Enligt Platon skall ön ha legat väster om Herakles stoder, vilka tolkats som Gibraltar sund. Atlantis ska ha varit det mäktigaste riket på jorden på sin tid.
Den oklara identiteten hos Atlantis har lockat författare och andra att framkasta en mängd teorier, ofta kopplade till andra forntida kulturer runt Medelhavet, på öar eller tänkta öar i Atlanten eller i länder nära Atlanten. Inom forskningen ses Platons texter om Atlantis som beskrivningen av en fiktiv idealstat.
Väl så troligt är dock att det rör sig om en helt fiktiv berättelse med syfte att förhärliga ur-athenarnas moral. Sentida europeisk folklore uppvisar för övrigt åtskilliga till sin idé likartade sägentraditioner rörande städer eller bygder som sjunkit i havet eller i jorden på grund av invånarnas syndfulla eller i andra avseenden klandervärda leverne.
Olof Rudbeck d.ä. hävdade i sitt stora verk Atland eller Manheim (1679–1702) att Atlantis, kulturens vagga, var identiskt med Sverige. Gustaf Fröding drömde i dikten ”Atlantis” om ”skinande vita fasader” på havets botten (”Nya dikter”, 1894). För Francis Bacon symboliserade Atlantis vetenskapens idealstad. Även senare tiders science fiction-författare har lockats av motivet.

## Platons beskrivning
Atlantis beskrivs i två dialoger av Platon, Timaios och Kritias, varav den senare slutar mitt i ett stycke. I den förstnämnda dialogen beskrivs Atlantis historia och Atlantis i allmänhet, medan den sistnämnda texten förklarar Atlantis författning.
Enligt texterna är historien om Atlantis ett minne som den grekiske statsmannen Solon fått höra av präster vid Neith-templet i den egyptiska staden Sais. Många element har sedermera lagts till, framför allt i den engelskspråkiga världen.
Enligt Platon skulle Atlantis ha varit en för sin tid tekniskt avancerad stormakt belägen bortom Herakles stoder, vilket tolkats som Gibraltar sund vid nordöstra Atlanten. Dess kärnterritorium var en stor ö vid namn Basileia, 3000 gånger 2000 stadier (ungefär 200 000 km2), och på vilken deras huvudstad Poseidopolis låg. Imperiet sträckte sig över nio andra öar, stora delar av kontinenten innanför, och även innanför Herakles stoder till Libyen och Etrurien.
Enligt Platon var ön Atlantis rik och bördig. Styret för riket låg på en enväldig kung, som styrde över dess invånare – atlantiderna. Atlantis hade den största makten av alla riken på jorden, men endast så länge man satte dygd före rikedom. Rikets expansion österut, mot Italien och Egypten, hejdades av de moraliskt mer högtstående atenarna, och till slut försvann Atlantis på grund av en naturkatastrof. Den ökande omoralens Atlantis gick under och sjönk i havet på ett dygn, med endast gyttja kvar där en gång ett mäktigt örike stod.
När Atlantis stod på höjden av sin makt anföll riket oprovocerat hela östra Medelhavsområdet. Till slut gav man sig dock av, eftersom man utanför Aten (som historiskt sett vid denna tid ännu inte grundats) höll på att gå under i en jordbävning. Strax därefter sjönk Atlantis i havet, eftersom invånarna genom sin maktlystnad vredgat gudarna och särskilt Poseidon – rikets skyddsgud.

### Tolkning
De flesta universitetsforskare anser att historien om Atlantis är en fiktiv idealstat skapad av Platon för att belysa hans filosofiska argument. Atlantis har setts som en tankebild och exempel som skulle kunna sättas emot Atens kultur, makt och enligt Platon högre moral. I europeisk folklore finns många exempel på liknande öar och städer som gått under genom ett naturens ingripande, förklarat med deras bristande moral. I den keltiska mytologin finns historien om ön Ys och i judeo-kristen historieskrivning den om Sodom och Gomorra.

## Andra teorier

### Medelhavet, Svarta havet

#### Santorini
Historien om Atlantis kan ha varit påverkad av sägnerna kring den forntida ökulturen på Santorini (Thira), som gick under genom ett mäktigt vulkanutbrott ett drygt årtusende tidigare.
Om man antar att den fornegyptiska hieroglyfen för tusen har förväxlats med den för hundra, stämmer både läge, tidsperiod och den allmänna beskrivningen av Atlantis (om den tonas ned något) med den minoiska kulturen på Kreta och södra Cykladerna. Denna kultur gick under på 1600-talet f.Kr. i samband med att den försvagats i följderna (tsunami, och jordbävning) av att ön Thira exploderade i ett ofantligt vulkanutbrott, troligen det kraftigaste i historisk tid. Större delen av vulkanön försvann upp i luften och ersattes av en 400 meter djup krater som fylldes av havet. Surt askregn och pimpsten regnade ned över Kreta och de angränsande öarna. Detta gjorde jordarna obrukbara för lång tid och bidrog till civilisationens fall. Kvar blev dagens Santorini och några mindre öar i en ringformad kaldera.
I och med att vulkanen på Thera exploderade skapades även en enorm tsunami som spolade bort den Minoiska flottan samt deras hamnstäder och dränkte majoriteten av befolkningen.
En rad moderna arkeologer pekar därför på detta utbrott som upphov till och Egeiska havet som platsen för Atlantisberättelsen. På själva Santorini, dåvarande Theras sydöstspets, 120 km norr om Kreta har arkeologen Spyridon Marinatos omfattande utgrävningar vid Akrotiri på 1970-talet avslöjat en hel stad från minoisk tid under metertjocka asklager. Omkring 5 procent av stadsområdet är undersökt, men man har ännu inte funnit några mänskliga lämningar. Fynden pekar mot att man var sysselsatt med restaurering från ett mindre utbrott eller jordskalv några tiotal år tidigare och att flertalet av de omkring 30 000 invånarna var evakuerade när den slutliga katastrofen drabbade.

#### Troja
Eberhard Zangger, en geoarkeolog utbildad i Oxford och Cambridge, föreslog 1992 att Atlantishistorien egentligen handlade om Trojanska kriget. Det har dock inte accepterats av andra forskare.
Enligt Zangger var familjerna Solon och Platon sedan länge nära knutna till varandra. Därigenom kan Platon ha kommit i kontakt med Solons dagbok från resan till Sais och uppteckningen av prästernas berättelse. En analys av Timaios och Kritias visar att dessa skiljer sig kraftigt från Platons övriga skrifter och därför troligen är just kopior och inte skrivna av Platon själv.
De förbluffande likheterna mellan Platons Atlantis och Homeros Troja är:
- Platons Atlantis hade 1185 skepp medan Homeros Troja hade 1200 stycken.
- I Atlantis sprudlade två källor, en varm och en kall. Detsamma berättar Homeros om Troja.
- Atlantis styrdes av tio män som alla var släkt med varandra. Härskaren över Atlantis var samtidigt kung över hela ön. En sådan dynasti motsvarar Homeros beskrivning av styresförhållandena i Troja med omnejd.
- Platon skriver att det i Atlantis fanns guldkopparmalm. Modern arkeologi påstår att det enda platsen som framställde mässing på Trojas tid var Edremit, 80 km åt sydost.
- Platon uppger att diametern för Atlantis stadscentrum var fem stadier eller 900 meter. Det vill säga detsamma som för det utgrävda borgområdet i Troja.
- Platon berättar att det i Atlantis ofta blåste nordliga vindar. Det är ovanligt i Medelhavsområdet. Det historiska Troja kan tacka sitt läge vid Hellesponten, Dardanellerna, för sin makt och rikedom. Skepp som skulle segla in i Svarta havet låg ofta länge för ankar utanför Troja på grund av nordanvinden.

- I Atlantis var huvudkanalen från kungaborgen, som låg inne i landet, till havet nio kilometer. Det är exakt samma avstånd som från slottet i Troja och till kusten. I området runt staden finns det spår efter talrika kanaler.

Tre punkter i Solons anteckningar verkar helt oförenliga med Troja. Den första gäller uppgiften att Atlantis var en stor ö, medan Troja låg på Mindre Asiens fastland. Den andra avser det geografiska uttrycket Herakles stoder och det tredje är uppgiften att Atenarna skulle ha förstört Atlantis 9000 år före Solon.
- Zanggers teori är att den egyptiska hieroglyfen som hos Solon översatts med ö, egentligen betyder kust eller strand. Egyptiskan hade inget ord för ö på den tiden.

- Med uttrycket Herakles stoder kan man vid den tiden inskriften i Neith-templet gjordes inte ha menat Gibraltar sund. Varken de grekiska akajerna eller egyptierna hade på den tiden seglat utanför Gibraltar. Homeros, som omkring 700 år före Kristus i "Odyssén" för första gången kallar ett sund för Herakles stoder kan heller inte ha hört talas om Gibraltar. I begynnelsen kan sundet då bara ha varit beteckningen på sundet mellan Medelhavet och Svarta havet. Den romerske grammatikern Servius, skriver omkring 400 e.Kr. att genom Herakles stoder reser vi i Svarta havet eller Spanien.

- Förmodligen mejslades hieroglyferna i pelaren i Neith-templet in under farao Mereptahs regeringstid (1224-1204 f.Kr.). Då fanns tre kalendrar i bruk. En solkalender för administrationen och två månkalendrar för religiöst bruk. Enligt Diodorus Siculus som levde under århundradet för Kristus var det hos egyptierna vanligt att räkna året efter måncyklerna. Om tidsskillnaden i verkligheten var måncykler och inte solår så kommer man fram till att det som hieroglyferna berättar om skedde först år 1207 f.Kr. Det stämmer ganska exakt med den tidpunkt som arkeologerna har kommit fram till. Det är också samma tid som den gamla grekiska krönikan "Marmor Parium" uppger för grekernas förstöring av staden vid Dardanellerna. Nämligen 1209 f.Kr.

#### Kreta
Tidningen The Times i London lanserade 1909 idén att Kreta uppslukades av en enorm flodvåg, framkallad av samma vulkanutbrott som skapade dagens Santorini. Anhängarna av denna uppfattning har uppmärksammat likheterna mellan Kretas minoiska kultur och den avancerade kulturen på Atlantis.

#### Cypern
Robert Sarmast har föreslagit att Atlantis låg på stort djup i östra Medelhavet, och att innanhavet då var avskuret från Atlanten och hade en mycket låg yta. Maringeologer avfärdar dock det och säger att det strider mot vad man vet om Medelhavets vattenstånd. Dessutom är platsen ifråga full av slamvulkaner.

#### Svarta havet
Den engelske marinarkeologen David Gibbins har förlagt Atlantis till botten av Svarta havet. I sin bok Atlantis hemlighet (2005) blandar han arkeologiska fakta med moderna terrorister och stulna kärnvapenmissiler i en äventyrsroman av Mission: Impossible-typ.

### Afrika
Det finns många teorier om Atlantis i olika delar av Afrika. År 1874 påstod en Felix Berlioux att han funnit den i Marocko, och en arkeolog vid namn greve Byron Kuhn de Prorok satte upp en expedition för att lokalisera den i Sahara. Den tyske geologen Paul Borchardt hävdade däremot 1926 att Atlantis låg i ett tunisiskt träsk.
- Heraklion (Egypten)

### Atlanten

#### En sjunken kontinent
Det mest omskrivna förslaget för Atlantis eventuella historiska läge är nog att det var en kontinent mitt i Atlanten som sjönk. Azorerna är ett alternativ som föreslagits, och de nuvarande öarna skulle då vara bergstopparna av Atlantis enligt flera av denna hypotes förespråkare. Även Kanarieöarna har nämnts i detta sammanhang. Denna tolkning, främst företrädd av Ignatius Donnelly, är nog den som bidragit mest till den moderna myten om Atlantis, med föreställningar som ofta slår igenom i den amerikanska populärkulturen. Det finns dock inget som helst geologiskt stöd för att det någonsin skulle ha funnits en större landmassa i Atlanten.
En av de platser som har lagts fram som ett eventuellt Atlantis är Antarktis. Kontinenten var en gång helt fri från is, men senaste gången det hände var långt innan det fanns människor på jorden. Under något tillfälle ska också stora mängder vatten ha gjort att kontinenten gått under vatten.[källa behövs]

#### Spanien
Flera nyliga förslag har placerat Atlantis just väster om Gibraltar sund. Georgeos Diaz-Montexano och fysikern Rainer Kühne har, av allt att döma oberoende av varandra, föreslagit en placering på Spaniens sydkust. Geologen Jacques Collina-Girard har pekat ut en länge sedan sjunken ö i sundet. Samtliga dessa inriktar sig på att lokalisera staden Atlantis i första hand, liksom de flesta existerande förslag.
Tartessos (Bibelns Tarsis) har kopplats samman med Atlantis. Likt Atlantis tycks den ha försvunnit plötsligt, efter åratal av blomstring. Dess invånare spelade under forntiden en aktiv roll i krig och politik, staden låg nära bergen, och den omgivande slätten var rik på mineraler samt hade rika jaktmarker och odlingar. Dessutom låg den nära Herakles stoder som Platon nämnt. Professor Adolf Schulten i Erlangen i Tyskland var övertygad om att han funnit resterna av Atlantis när han gjorde utgrävningar på platsen på 1920-talet.

### Nordamerika, Västindien
Upptäckten av Nya Världen ledde till ett förnyat intresse för Atlantis gåta, och många författare under 1500- och 1600-talen förmodade att Platons kontinent var densamma som Amerika. John Swan skrev till exempel 1644: "… detta tror jag man kan antaga, att Amerika var någon tid del av det härliga land vilket Platon benämnde den Atlantiska ön, samt att konungarna på denna ö hade förbindelser med folken i Europa och Afrika". Märkligt nog trodde Swan att Amerika-Atlantis bara tillfälligt hade satts under vatten, men att ön var bortglömd när den dök upp igen.

#### Nära Puerto Rico
Många forskare har följt Platons teorier och placerat Atlantis här, men det råder delade meningar om exakt var i detta väldiga hav ön var belägen. På 1970-talet argumenterade den österrikiske vetenskapsmannen Otto Muck för att den låg i sydväst, nära Puerto Rico-platån. Han hävdade att en väldig asteroid från yttre rymden hade trängt igenom Jordens atmosfär och sedan kluvits i två jättelika stenblock. Dessa skulle ha störtat i Atlanten och orsakat den stora flodvåg som sköljde bort Atlantis. Trehundra år tidigare påstod jesuiten och fornforskaren Athanasius Kircher att Azorerna var det sjunkna Atlantis bergstoppar, och han ritade till och med en karta över vad han trodde hade varit platsen för den legendariska kontinenten. Atlantisforskningens nestor, en bombastisk amerikansk 1800-talspolitiker vid namn Ignatius Donnelly, hävdade efter grundliga studier i kongressbiblioteket att "det en gång existerade i Atlanten, utanför öppningen till Medelhavet, en stor ö som var en lämning av en atlantisk kontinent och känd under forntiden som Atlantis."
På Lat: 31°19'29.97"N; Long: 24° 4'18.18"V, kan man på havets botten (cirka 5500 m djup) se ett område som vissa hävdar är det sjunkna Atlantis.

#### Bahamas
Området kring Bahamasöarna. År 1968 föreföll det som om en profetia uttalad av den synske amerikanen Edgar Cayce skulle besannas. Nästan 30 år tidigare hade Cayce deklarerat att delar av Atlantis skulle komma till ytan nära Bimmi i Bahamas. Efterforskningar under vattnet, följda av expeditioner på 1970-talet, resulterade i fyndet av en märklig "väg", 305 meter lång, som bestod av till synes väl bearbetade stenar. Spekulationerna inriktades genast på Cayces förutsägelser, trots protester från geologer som fastställde det hela som en helt naturlig geologisk företeelse, känd under beteckningen strandkalk.

### Sydamerika
Författaren J. M. Allen menar att Platons beskrivning stämmer in på Sydamerika då han beskriver en upphöjd rektangulär platå vilken skulle ligga i centrum av en kontinent, nära havet och halvvägs längs kontinentens längsta sida. Han beskriver också Atlantis huvudstad som var byggd på en liten vulkanö som också hette Atlantis. Staden låg på samma nivå som den rektangulära platån, åtta kilometer från havet, och som också enligt Platon låg högt över havets nivå på den längsta sidan av kontinenten. Sålunda har vi både en förlorad stad Atlantis och en förlorad kontinent Atlantis. Desmond Lees översättning av Platon säger "i mitten av ön nära havet var en slätt som omges av berg, och regionen som helhet var högt ovanför havet. Slätten var jämnt platt, rektangulär form och låg halvvägs längs den längsta sidan kontinenten”.
Det var inte kontinenten Atlantis som sjönk i havet, utan huvudstaden med samma namn vilken var byggd på en vulkanö som sjönk i insjön som heter Pooposjön. Sjön ligger i ytterkanten av den rektangulära platå vars nuvarande namn är Bolivianska Högplatån. Denna platå ligger i mitten av kontinenten exakt som Platon beskrev den. Modern satellitkartering visar att den har en rektangulär form, helt plan, omgiven på alla sidor av berg och dessa berg innehöll metallerna guld, silver, koppar, tenn och den mystiska “Orichalcum" (en legering av guld och koppar som finns endast i Anderna) vilken enligt Platon användes för att klä väggarna i den cirkelformade staden. Orden “Atl" och “Antis" har i själva verket sitt ursprung i Amerika och betyder “vatten" och “koppar" och platån är föremål för jordbävningar och översvämningar sådana som enligt Platon fick staden att dränkas efter en dag och en natts skyfall. Hela platån försvann under ytan och blev en jättestor insjö vid en tid som Platon påstår är cirka 9000 år f.Kr. Översvämningen av Atlantis skulle kunna vara “9000 månader”, då han menar att slutet på Atlantis konkurrerar med Greklands grundande och invasionen av Grekland och Egypten av Atlanterna. Om man byter månader till år, skulle det stämma överens med Theseus grundande av Aten 1400 f.Kr. och invasionen av Grekland och Egypten av ”Havsfolket” omkring 1200 f.Kr.

### Nordeuropa

#### Irland
Ett senare förslag av naturgeografen Ulf Erlingsson (Atlantis, 2004) har utgått från motsatt ände av skalan. Han påpekade att megaliternas utbredning stämmer med Platons beskrivning av imperiet Atlantis, i så måtto att de finns på stora öar i Atlanten, på en stor del av kontinenten innanför, och innanför Gibraltar sund till Tunisien och södra Italien. En konsekvens av den hypotesen var att endast Irland kunde vara ön Atlantis. Två oberoende vetenskapliga test visade att likheterna i storlek och landskap var statistiskt signifikanta. När det gäller ön som sjönk spekulerade han att det var ett minne av en tsunami från Storeggaskredet som träffade Dogger Bank och Nordsjön för omkring 8000 år sedan.

#### Storbritannien
På 1940-talet framkastade en brittisk författare vid namn William Comyns Beaumont idén att Atlantis var ett stycke av norra Storbritannien som hade försvunnit ner i havet efter att landet träffats av en jättelik komet. Detta var nog ändå en av hans minst kontroversiella hypoteser - han hävdade nämligen också att Jesus var född i Wales.

#### Sverige
Olof Rudbeck d.ä. argumenterade i fyra volymer (Atland eller Manheim, 1679 till 1702) för att Atlantis hade legat i Uppland och haft sin huvudstad i Uppsala, med en stor samling fantasifulla "bevis". Verket hade en propagandamässig koppling till Sveriges dåvarande position som stormakt.
Verner Lindblom ansåg att atlantiderna flydde till Västergötland, då deras ö sjönk ned i havet.[källa behövs]

### Ytterligare spekulationer
Här är ytterligare några förslag bland de många som har framlagts:
Spetsbergen. Fransmannen J.S. Bailly drog slutsatsen att Atlantis var Spetsbergen.
Helgoland. Den tyske prästen Jürgen Spanuth på 1950-talet trodde sig se i gamla skrifter att ön låg utanför Helgoland.
Doggerland en ö i centrala Nordsjön (nuvarande Doggers bankar) som blev översvämmad av det stigande världshavet under stenåldern, har tidigare föreslagits bland annat av sjöingenjör N. Gösta Bergquist.